# Phì Thành
Phì Thành (tiếng Trung: 肥城; bính âm: Féichéng) là một thành phố cấp huyện của địa cấp thị Thái An, tỉnh Sơn Đông, Trung Quốc. Dân số thành phố năm 1999 là 960.232 người. Thành phố là nơi bắt đầu của Tề Trường Thành, một trong những di sản văn hóa của Trung Quốc.

### Nhai đạo
- Tân Thành (新城街道)
- Lão Thành (老城街道)
- Vương Qua Điếm (王瓜店街道)
- Nghi Dương (仪阳街道)

### Trấn
| - Triều Tuyền (潮泉镇) - Hồ Đồn (湖屯镇) - Thạc Hoành (石横镇) - Anh Viên (桃园镇) | - Vương Trang (王庄镇) - An Trạm (安站镇) - Tôn Bá (孙伯镇) | - An Trang (安庄镇) - Biên Viện (边院镇) - Vấn Dương (汶阳镇) |